# 文昌阁 (乌鲁木齐)
文昌阁是位于中华人民共和国新疆维吾尔自治区乌鲁木齐市天山区的文昌阁。文昌阁原来是乌鲁木齐市疑似最早的回民清真寺，于光绪年间被改为文昌阁，后一度衰败并成为家属院。二十一世纪后，文昌阁一度对外开放。1994年被列为乌鲁木齐市文物保护单位。

## 历史

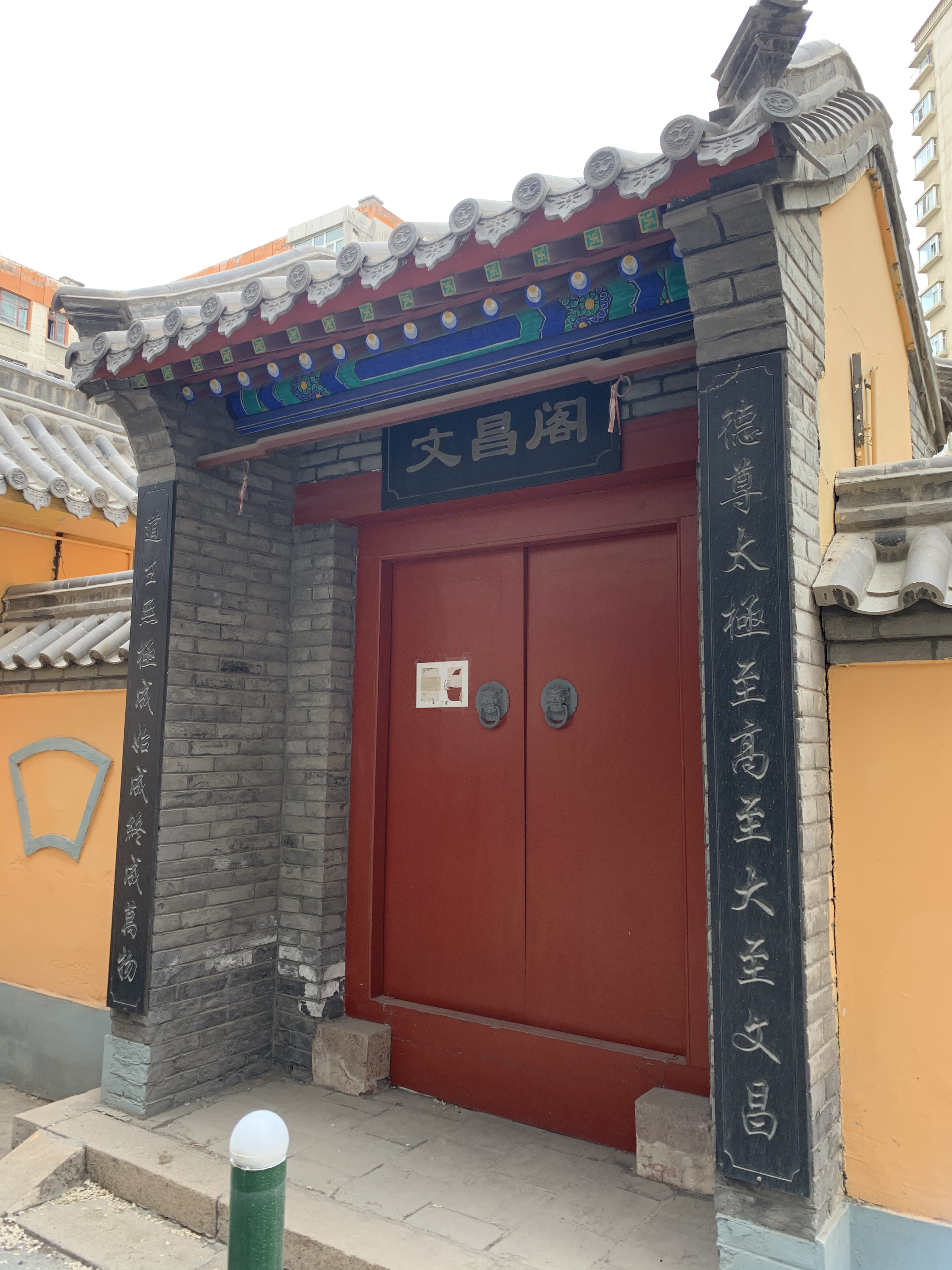
乌鲁木齐市文昌阁山门

乌鲁木齐市的文昌阁原为回民清真寺，名为北梁寺。由于为陕西籍回民所捐建，故也被称为陕西寺。据民间传言，北梁寺是乌鲁木齐市最早修建的清真寺。北梁寺大约修建于乾隆四十到五十年（1775年到公元1785年）间。在此之前，清政府为了解决清军的粮食供给问题，决定开始在现在的乌鲁木齐市一带进行屯田活动。此时的屯田活动一般分为民屯、军屯、犯屯等形式，所以在这里屯田耕植的人既有屯兵眷属和遣犯，也有从凉州、甘州、肃州等地移民而来的劳动者。这些屯田者中有很多就是回民穆斯林。北梁寺教长先后由魏家堡阿訇、大通老人、妥明阿訇等人担任。到了同治三年（1864年），该寺教长妥明起事反清，同治新疆回乱开始。到了光绪二年（1876年）左宗棠收复新疆，刘锦棠重新控制迪化城（今乌鲁木齐市），北梁寺被查封。
被查封的北梁寺随即被刘锦棠改为了文昌宫，后因大火仅剩文昌阁。。《老残游记》作者刘鹗曾在这座文昌阁创作《老残游记续集》。到了民国十四年（1925年），主治新疆的杨增新曾在文昌阁内祭孔。而到了盛世才治疆时期，宗教活动被视为封建迷信，盛世才主张铲除封建迷信的政策导致文昌阁停止了祭祀活动，并开始衰败。此后，茅盾和杜重远曾先后前往新疆采风，在迪化期间，他们都在文昌阁之中居住过。新疆和平解放后，文昌阁的大殿被隔成几间房间，并成为了新疆军区某工厂家属院的一部分。1994年3月10日，文昌阁被列为乌鲁木齐市文物保护单位。然而因为常年有人居住，且没有进行过彻底的维修，到二十一世纪初，文昌阁出现了屋顶漏雨、木柱腐朽的情况。直到2003年，对文昌阁进行过一次落架维修。2005年9月，文昌阁曾经过布展，并对外开放。与此同时，文昌阁也被开辟为供奉文昌帝君的场所，供游人参观祭拜。在二十一世纪10年代前后曾举办过数次文昌祭祀、送祝福红蛋等活动及各类展览。

## 现状

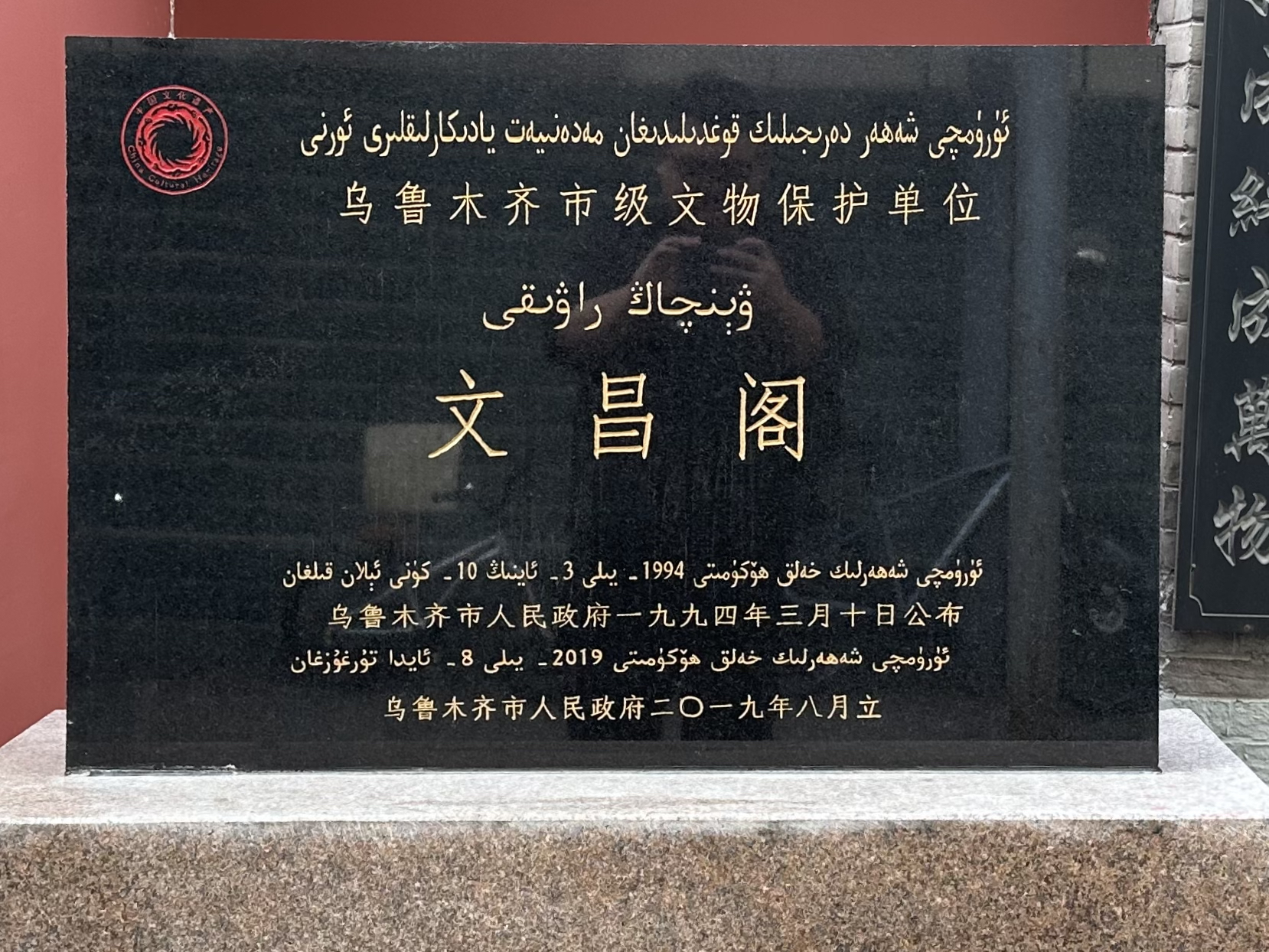
文昌阁是乌鲁木齐市文物保护单位

文昌阁現址位于新疆维吾尔自治区乌鲁木齐市天山区解放北路街道春风巷5号。其东南西北侧分别被新疆维吾尔自治区团委家属院、新疆维吾尔自治区文学艺术界联合会家属院、乌鲁木齐市电信局家属院以及乌鲁木齐市工会家属院包围。文昌阁仅有大殿被保存下来，经过2003年的维修后，文昌阁大殿保存较好，不过依然面临风吹水蚀的风险，游人参观及办证广告等人类活动也一度威胁文昌阁。
文昌阁大殿原为坐西朝东，在2003年维护时改为了坐北朝南。建筑面积260平方米。文昌阁为木质结构的两跨建筑。其屋顶为单檐卷棚硬山勾连搭布瓦顶，屋脊的正脊和垂脊均砌有刻有浮雕的花砖。文昌阁由乌鲁木齐市博物馆（乌鲁木齐市革命历史纪念地管理中心）管理。